# Aceratium braithwaitei
Aceratium braithwaitei là một loài thực vật có hoa trong họ Côm. Loài này được (F.Muell.) Schltr. mô tả khoa học đầu tiên năm 1916.